# Williams FW45
O Williams FW45 é o modelo de carro de Fórmula 1 projetado e construído pela Williams para competir no Campeonato Mundial de Fórmula 1 de 2023. Seus condutores titulares foram Logan Sargeant e Alexander Albon em seu primeiro e segundo ano na equipe, respectivamente, com o britânico Zak O'Sullivan pilotando o carro durante os treinos do GP de Abu Dhabi.
O FW45 foi lançado em 6 de fevereiro de 2023. Com este modelo, a Williams alcançou 28 pontos na temporada, com Albon obtendo 27 destes e Sargeant conseguindo seu único ponto no GP dos EUA. Esse resultado deixou a Williams na sétima posição no campeonato de construtores.